# St. Michael (Reifferscheid)

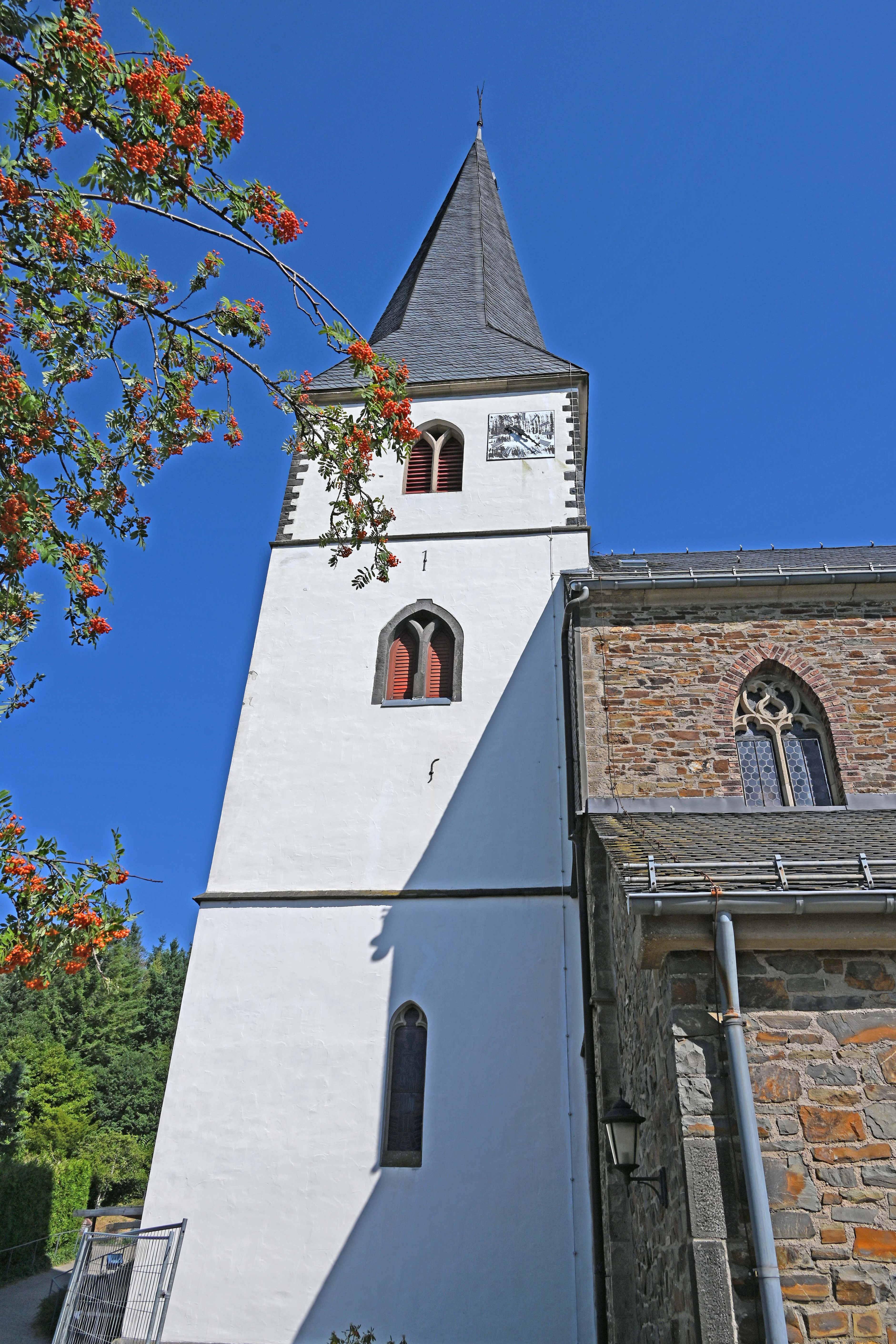
Katholische Pfarrkirche St. Michael

Die katholische Pfarrkirche St. Michael in Reifferscheid, einer Ortsgemeinde im Landkreis Ahrweiler in Rheinland-Pfalz, ist dem Erzengel Michael geweiht. Sie wurde Ende des 19. Jahrhunderts von dem Architekten Lambert von Fisenne errichtet und in den 1970er Jahren erweitert.

## Geschichte

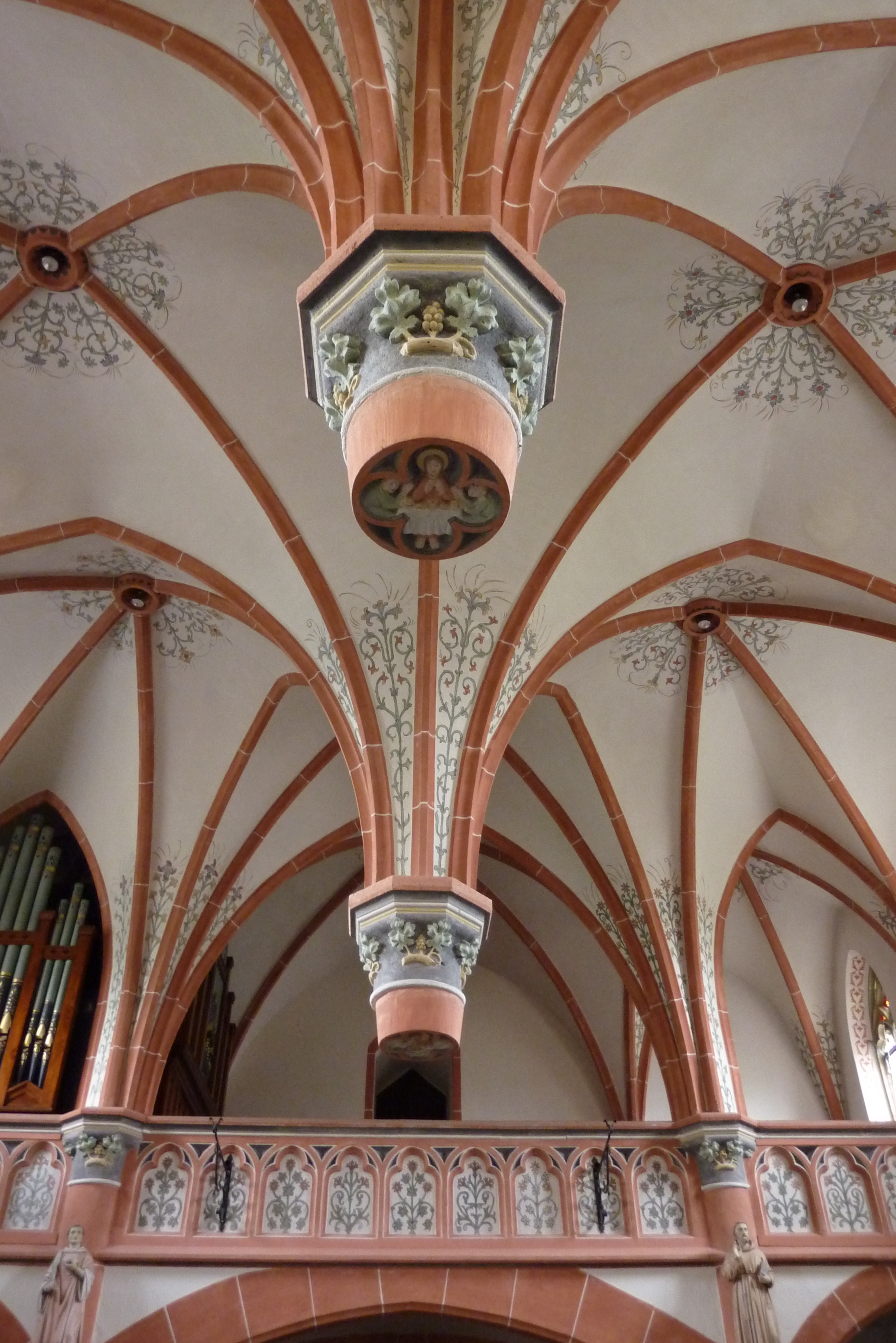
Katholische Pfarrkirche St. Michael, Innenraum

Die Pfarrei Reifferscheid mit ihren Filialen Rodder, Fuchshofen und Lückenbach wurde 975 zum ersten Mal urkundlich erwähnt. Zunächst gehörte  Reifferscheid zum Erzbistum Köln. 1802 wurde die Pfarrei dem Bistum Aachen zugeordnet. Seit 1824 untersteht Reifferscheid dem Dekanat Adenau und gehört zum Bistum Trier.
Die erste Kirche war ein romanischer Bau, von dem nur noch der Taufstein aus der Zeit um 1200 erhalten ist. Um 1450 wurde ein spätgotisches Gebäude errichtet, das durch einen Blitzeinschlag 1711 beschädigt wurde. 1801 stürzte das Langhaus ein, das 1802 wieder aufgebaut wurde. Es war flachgedeckt und hatte eine Länge von 9,30 Metern und eine Breite von 8 Metern. Der spätgotische Chor war erhalten geblieben.
Im 19. Jahrhundert war die Kirche zu klein geworden und es wurde ein Neubau geplant. Am 2. Oktober 1893 wurde der Grundstein der heutigen Kirche gelegt. Sie wurde nach den Plänen des Gelsenkirchener Architekten Lambert von Fisenne errichtet und am 17. Juni 1896 von Bischof Michael Felix Korum geweiht. Von 1971 bis 1973 wurde die Kirche um zwei Seitenschiffe erweitert. Um mehr Raum zu schaffen, wurden die alten Mittelsäulen des Langhauses entfernt und die Decke an Eisenträgern über dem Gewölbe aufgehängt. Auf den Basen der entfernten Mittelsäulen wurden der Zelebrationsaltar und das Taufbecken aufgesetzt. Die Ausmalung des 19. Jahrhunderts wurde wieder rekonstruiert.

## Architektur
An der Außenfassade sind die drei Bauepochen der Kirche zu unterscheiden: der untere Teil des Turmes der gotischen Kirche des 15. Jahrhunderts, der neugotische Bau der 1890er Jahre und die Anbauten der Seitenschiffe der 1970er Jahre.

## Ausstattung
Von den drei Altären, mit denen die Kirche 1745 ausgestattet wurde, sind nur noch die  Skulpturen des hl. Michael, des Schutzpatrons der Kirche, und des hl. Nikolaus erhalten. Die Figur des hl. Michael, der einen Drachen tötet, wurde in den neugotischen Hauptaltar integriert. Dieser ist ein Flügelaltar, auf dessen linker Seite Abraham dargestellt ist, der seinen Sohn Isaak opfert, und auf der rechten Seite Melchisedech, der Brot und Wein opfert. Die beiden mittleren Tafeln stellen die hl. Margarethe von Antiochien mit einem an einer Kette gefesselten Drachen dar, den hl. Nikolaus, den von Pfeilen durchbohrten hl. Sebastian und die hl. Katharina von Alexandrien mit ihren Attributen, dem zerbrochenen Rad, einem Schwert und einem Palmzweig.
An der linken Apsiswand befindet sich das von der Vorgängerkirche erhaltene spätgotische Sakramentshäuschen mit der Darstellung des Schmerzensmannes. Hier werden Reliquien des heiligen Kreuzes und der hl. Apollonia aufbewahrt. Aus der Kirche des 19. Jahrhunderts stammt die neugotische Kanzel mit den Darstellungen der vier Evangelisten Matthäus, Markus, Lukas und Johannes und ihrer Symbole. Aus der gleichen Zeit stammen die neugotischen Kreuzwegbilder und der Schrein mit einer Pietà beim Eingang.
Der Ambo aus Galvanokupfer wurde 1991 von Georg Gehring angefertigt. Auf ihm ist der hl. Michael dargestellt, der die Seelen wiegt. Der Osterleuchter aus Bronze von 1995 stammt aus einer Münchner Werkstatt und stellt den auferstandenen Christus dar.

## Orgel

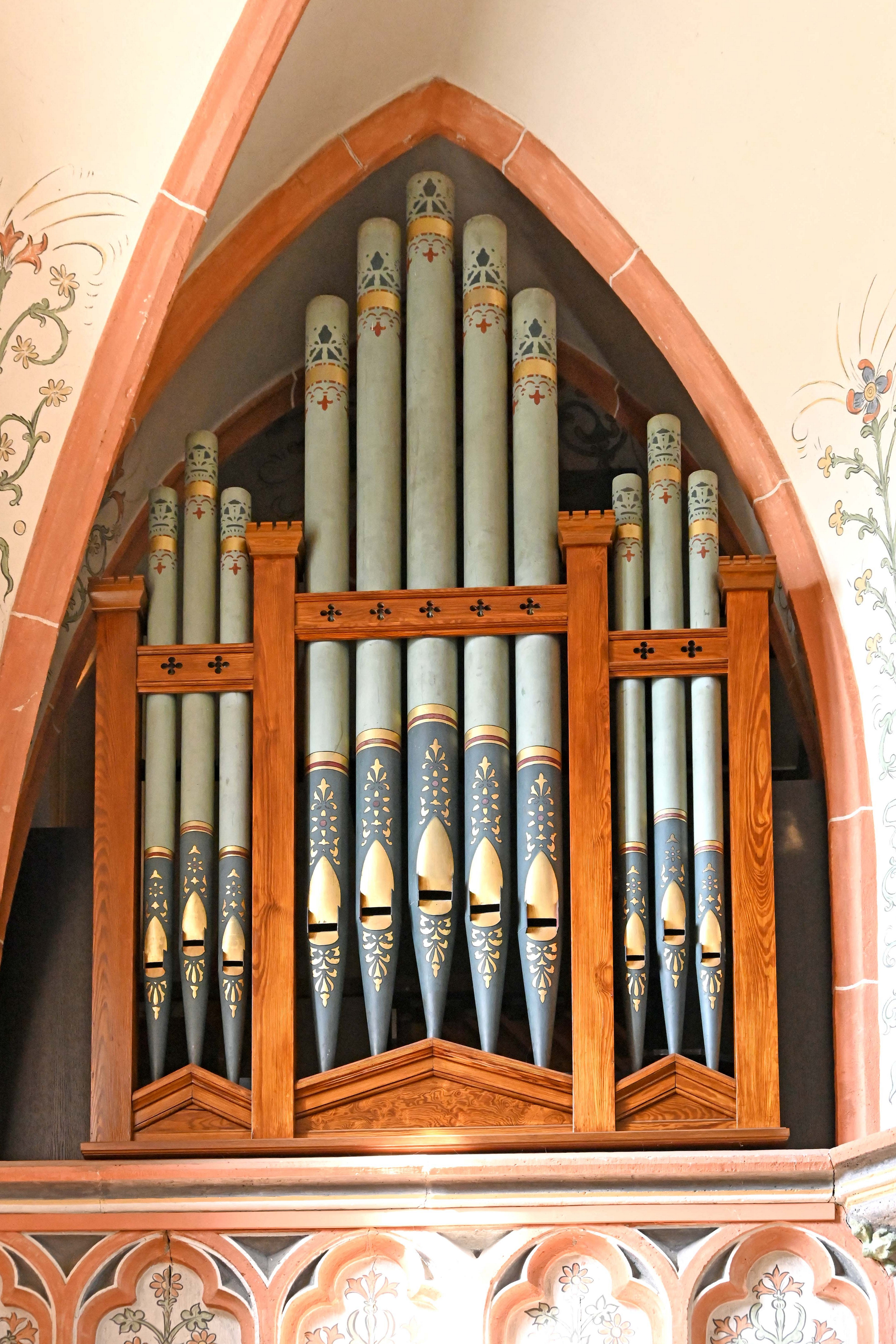
Orgel von "Nelson & Co." (Durham 1905)

Da die alte Klais-Orgel der Kirche nicht mehr zu reparieren war, kaufte die Pfarrgemeinde eine gebrauchte Orgel von der 1883 von dem gelernten Möbelschreiner Henry John Nelson (1855–1935) in Durham im Nordosten Englands gegründeten Orgelwerkstatt Nelson & Co. Diese Orgel war 1905 für die Kirche St. Patrick in der englischen Hafenstadt Hartlepool gebaut worden. Im Sommer 2009 wurde sie beim Gebrauchtorgelhändler Andreas Ladach in Wuppertal zum Verkauf angeboten. Am 11. Juli 2010 fand in der Pfarrkirche St. Michael in Reifferscheid die feierliche Orgelweihe mit Weihbischof Alfred Kleinermeilert statt.

## Glocken
Die Kirche besitzt vier Glocken. Drei Glocken stammen aus dem 18. Jahrhundert und sind mit Inschriften versehen. Die älteste Glocke aus dem 13. Jahrhundert wird heute als Totenglocke verwendet.